# Rogue Ops
Rogue Ops est un jeu vidéo d'infiltration développé par Bits Studios et édité par Kemco, sorti en 2003 sur GameCube, PlayStation 2 et Xbox.

## Accueil
- Jeuxvideo.com : 13/20[1]